# Moldován Gergely
Moldován Gergely, román változatban: Grigore Moldovan (Szamosújvár, 1845. március 12. – Kolozsvár, 1930. augusztus 6.) erdélyi román etnográfus, irodalomtörténész, egyetemi tanár, újságíró.

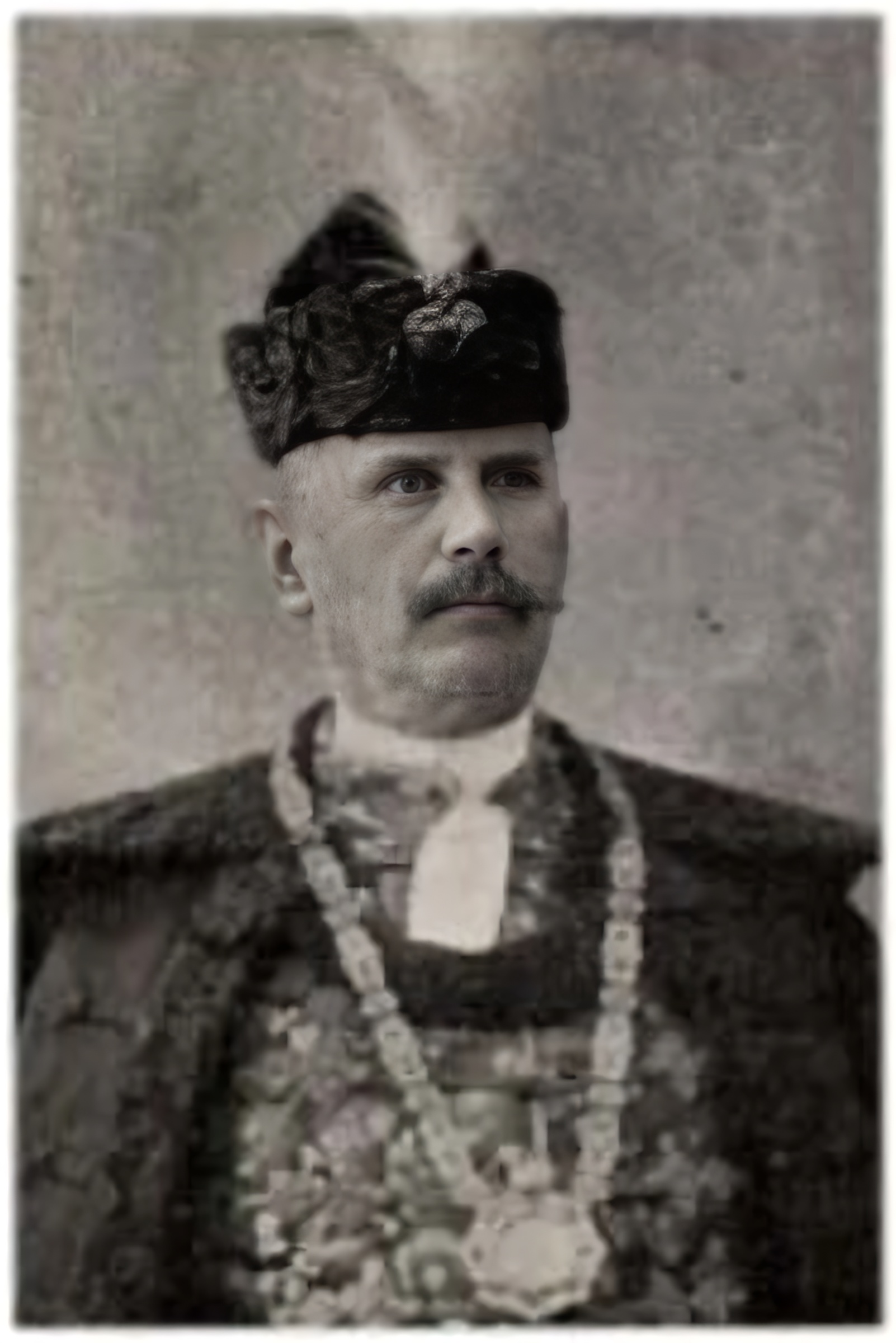
Dékáni öltözetben 1902-ben

## Életpályája
Az erdélyi örmény Moldován család leszármazottja.
Kolozsvárott járt iskolába a római katolikus gimnáziumba, majd ugyancsak Kolozsvárott az egyetemen jogi végzettséget szerzett. 1876–1886 között tanfelügyelő Torda-Aranyos vármegyében. 1886–1919 között a kolozsvári egyetem román nyelv és irodalom tanszékének vezető tanára, ebben a beosztásban Szilasi Gergelyt váltva. 1892–1893 és 1902–1903 között a bölcsészettudományi kar dékánja, majd 1906–1907-ben az egyetem rektora. Kezdetben román lapokban publikált (Aurora română, Familia, Umoristul), de mivel az erdélyi román és magyar nép közeledésének feltétlen híve volt, az együttélést a magyar állami keretek között képzelte el, és a román nép kialakulásában is a dákoromán elmélettől eltérő véleményt fogalmazott meg, viszonya megromlott a román lapokkal, és ezért 1871-től csak magyar lapokban közölt tanulmányokat. 1891–1898 között Ungaria címmel tudományos-társadalmi-irodalmi folyóiratot adott ki román nyelven, Román-magyar Szemle című magyar nyelvű melléklettel. Tudományos és irodalmi műveivel a két nép barátságát szolgálta.

## Munkássága
„... mi románok nyelvűnk használatában sem az osztályban, sem a játszótéren, sem künn az életben akadályozva nem voltunk. Otthon kis, szétszórt telepeinken, csak románul beszéltünk.

      Mi, román tanulók, a piarista atyák melegében saját faji érdekeinket is szolgálhattuk, atavisztikus hajlamaink útjában akadályok elhárításával nem küzdöttünk, élhettünk ösztöneink szerint. Többen tagjai voltunk az iskolai Önképzőkörnek, a Dalárdának, de azért vasárnaponként a román templom kórusában énekeltünk.”
Moldován Gergely
A román népköltészet kutatója, magyar nyelvű propagálója. Részt vett Alsó-Fehér vármegye monográfiájának megírásában, főleg román tárgyú anyagokkal. Jelentősek a román falu életéből inspirálódott elbeszélései, színdarabjai. Színdarabjait sikerrel játszották a magyar színházakban.
Cikkeket közölt a román irodalom jelentős személyiségeiről (Vasile Alecsandri, Dimitrie Bolintineanu, Gheorghe Şincai, Andrei Mureşanu). Ezeket a szétszórtan megjelent írásokat összegyűjtötte és kiadta A románság címmel két kötetben.
Andrei Șagunáról írott könyvében megfogalmazta azt a véleményét, hogy a püspöknek negatív szerepe volt 1848-ban, amikor alaposan kivette részét a két nép (erdélyi magyar és román) összeuszításában.

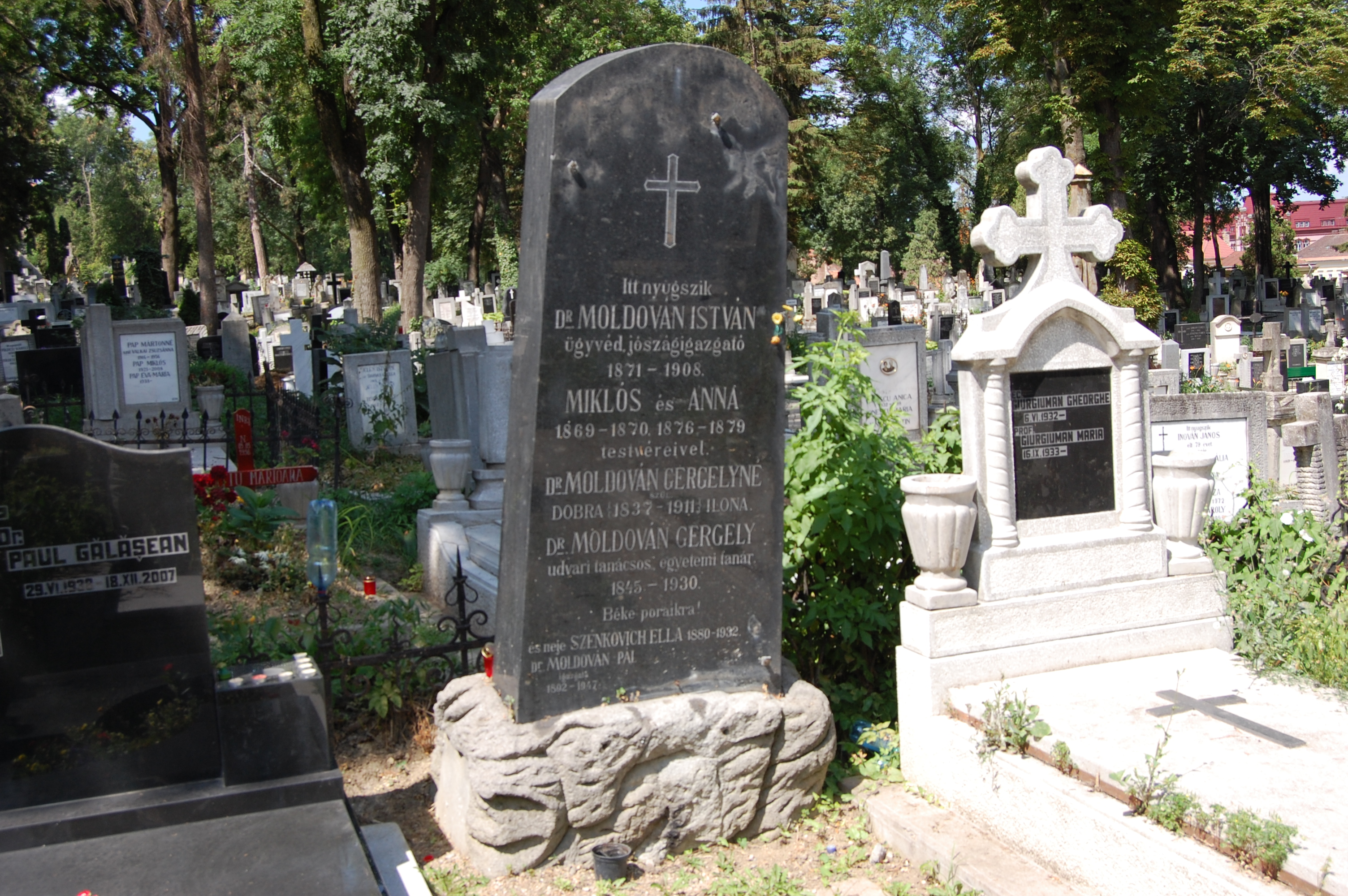
Sírja a kolozsvári Házsongárdi temetőben

### Könyvei
- Román népdalok és balladák (Kolozsvár, 1872)
- Román közmondások (Kolozsvár, 1882)
- Koszorú a román népköltészet virágaiból (Kolozsvár, 1884)
- Magyarok, románok. (A nemzetiségi ügy kritikája.) (Kolozsvár, 1894) Online
- A románság (I–II., Nagybecskerek, 1895, 1896)
- Válaszirat a bukaresti román ifjak memorandumára, Kolozsvár, 1891.
- Alsófehér vármegye román népe (Nagyenyed, 1899)
- A magyarországi románok (Budapest, 1913)
- Saguna Andras (Budapest, 1916)

### Színdarabjai
- Szép Ilona (1878)
- A falu ládája (1881)
- Flórika szerelme (1901)